# Conciliación
Conciliación és un barri (barrio) de l'oest de Montevideo, Uruguai. Limita amb els barris de Paso de la Arena, Lezica-Melilla i Sayago.
És una zona residencial de la ciutat i serveix de pont entre el Montevideo urbà i el rural.